# 萊金 (堪薩斯州)
萊金（英語：Lakin）是一個位於美國堪薩斯州卡尼縣的城市。同時該地也是卡尼縣的縣治。

## 地方資料
萊金的座標為37°56′25″N 101°15′31″W / 37.94028°N 101.25861°W，而該地的海拔高度為915米（即3002英尺）。根據2010年美國人口普查，該地共人口2205人，而該地的面積約為2.45平方千米。